# Anaphosia aurantiaca
Anaphosia aurantiaca là một loài bướm đêm thuộc phân họ Arctiinae, họ Erebidae.